# Junioren-Badmintonasienmeisterschaft 2009
Die Junioren-Badmintonasienmeisterschaft 2009 fand vom 15. bis 19. Juli 2009 in Kuala Lumpur, Malaysia, statt.

## Medaillengewinner
| Disziplin    | Gold | Silber | Bronze |
| ------------ | --- | --- | --- |
| Herreneinzel | Tian Houwei | Iskandar Zulkarnain Zainuddin | Misbun Ramdan Mohmed Misbun |
| Herreneinzel | Tian Houwei | Iskandar Zulkarnain Zainuddin | Mohd Ismail Muhammad Syawal |
| Dameneinzel  | Chen Xiaojia | Tai Tsu-Ying | Febby Angguni |
| Dameneinzel  | Chen Xiaojia | Tai Tsu-Ying | Ana Rovita |
| Herrendoppel | Angga Pratama Yohanes Rendy Sugiarto | Yew Hong Kheng Ow Yao Han | Kang Ji-wook Choi Seung-il |
| Herrendoppel | Angga Pratama Yohanes Rendy Sugiarto | Yew Hong Kheng Ow Yao Han | Nipitphon Puangpuapech D. Tin Caballes |
| Damendoppel  | Xia Huan Tang Jinhua | Luo Ying Luo Yu | Ng Hui Ern Lai Pei Jing |
| Damendoppel  | Xia Huan Tang Jinhua | Luo Ying Luo Yu | Rodjana Chuthabunditkul Sapsiree Taerattanachai |
| Mixed        | Lu Kai Bao Yixin | Liu Peixuan Xia Huan | Maneepong Jongjit Rodjana Chuthabunditkul |
| Mixed        | Lu Kai Bao Yixin | Liu Peixuan Xia Huan | Pranav Chopra Prajakta Sawant |
| Mannschaft   | Malaysia Chooi Kah Ming Goh Jian Hao Syawal Ismail Ow Yao Han Pang Zheng Lin Yew Hong Kheng Iskandar Zulkarnain Zainuddin Zulfadli Zulkiffli Sonia Cheah Su Ya Lai Pei Jing Shevon Jemie Lai Ng Hui Ern Florah Ng Ong Boon Hui Tee Jing Yi Yang Li Lian | Volksrepublik China Guo Junjie Li Gen Li Qi Li Yisheng Liu Peixuan Lu Kai Tian Houwei Wang Tianyang Bao Yixin Chen Xiaojia Liu Yingmei Luo Ying Luo Yu Suo Di Tang Jinhua Xia Huan | Thailand Watchara Buranakruea D. Tin Caballes Maneepong Jongjit Nipitphon Puangpuapech Pisit Poodchalat Pawarit Supasri Parinyawat Thongnuam Thunphukkanan Ampunsuwan Porntip Buranaprasertsuk Chayanit Chaladchalam Rodjana Chuthabunditkul Ratchanok Intanon Rawinda Prajongjai Artima Serithammarak Sapsiree Taerattanachai |
| Mannschaft   | Malaysia Chooi Kah Ming Goh Jian Hao Syawal Ismail Ow Yao Han Pang Zheng Lin Yew Hong Kheng Iskandar Zulkarnain Zainuddin Zulfadli Zulkiffli Sonia Cheah Su Ya Lai Pei Jing Shevon Jemie Lai Ng Hui Ern Florah Ng Ong Boon Hui Tee Jing Yi Yang Li Lian | Volksrepublik China Guo Junjie Li Gen Li Qi Li Yisheng Liu Peixuan Lu Kai Tian Houwei Wang Tianyang Bao Yixin Chen Xiaojia Liu Yingmei Luo Ying Luo Yu Suo Di Tang Jinhua Xia Huan | Japan Tatsuya Hasegawa Shohei Hoshino Akira Kobayashi Izumi Okoshi Naoto Otaki Tatsuya Watanabe Misato Aratama Naoko Fukuman Kanako Konishi Ayumi Mine Minatsu Mitani Sayaka Takahashi |

## Teams

### Gruppe A
| Platz | Team                | Pld | W | L | MF | MA | MD  | GF | GA | GD  | PF  | PA  | PD   | Pts | Qualifikation |  | CHN | JPN | SRI | CAM |
| ----- | ------------------- | --- | - | - | -- | -- | --- | -- | -- | --- | --- | --- | ---- | --- | ------------- |  | --- | --- | --- | --- |
| 1     | Volksrepublik China | 3   | 3 | 0 | 14 | 1  | +13 | 28 | 4  | +24 | 664 | 324 | +340 | 3   | Q             |  | —   | 4–1 | 5–0 | 5–0 |
| 2     | Japan               | 3   | 2 | 1 | 11 | 4  | +7  | 24 | 8  | +16 | 619 | 378 | +241 | 2   | Q             |  |     | —   | 5–0 | 5–0 |
| 3     | Sri Lanka           | 3   | 1 | 2 | 5  | 10 | −5  | 10 | 20 | −10 | 384 | 520 | −136 | 1   |               |  |     |     | —   | 5–0 |
| 4     | Kambodscha          | 3   | 0 | 3 | 0  | 15 | −15 | 0  | 30 | −30 | 185 | 630 | −445 | 0   |               |  |     |     | —   |     |

### Gruppe B
| Platz | Team         | Pld | W | L | MF | MA | MD  | GF | GA | GD  | PF  | PA  | PD   | Pts | Qualifikation |  | MAS | IND | VIE | MGL |
| ----- | ------------ | --- | - | - | -- | -- | --- | -- | -- | --- | --- | --- | ---- | --- | ------------- |  | --- | --- | --- | --- |
| 1     | Malaysia (H) | 3   | 3 | 0 | 13 | 2  | +11 | 28 | 7  | +21 | 700 | 423 | +277 | 3   | Q             |  | —   | 4–1 | 4–1 | 5–0 |
| 2     | Indien       | 3   | 2 | 1 | 11 | 4  | +7  | 22 | 11 | +11 | 616 | 472 | +144 | 2   | Q             |  |     | —   | 5–0 | 5–0 |
| 3     | Vietnam      | 3   | 1 | 2 | 6  | 9  | −3  | 17 | 19 | −2  | 646 | 581 | +65  | 1   |               |  |     |     | —   | 5–0 |
| 4     | Mongolei     | 3   | 0 | 3 | 0  | 15 | −15 | 0  | 30 | −30 | 144 | 630 | −486 | 0   |               |  |     |     | —   |     |

### Gruppe C
| Platz | Team              | Pld | W | L | MF | MA | MD  | GF | GA | GD  | PF  | PA  | PD   | Pts | Qualifikation |  | KOR | INA | TPE | LAO |
| ----- | ----------------- | --- | - | - | -- | -- | --- | -- | -- | --- | --- | --- | ---- | --- | ------------- |  | --- | --- | --- | --- |
| 1     | Südkorea          | 3   | 3 | 0 | 12 | 3  | +9  | 25 | 8  | +17 | 662 | 502 | +160 | 3   | Q             |  | —   | 3–2 | 4–1 | 5–0 |
| 2     | Indonesien        | 3   | 2 | 1 | 11 | 4  | +7  | 23 | 9  | +14 | 656 | 498 | +158 | 2   | Q             |  |     | —   | 4–1 | 5–0 |
| 3     | Chinesisch Taipeh | 3   | 1 | 2 | 6  | 9  | −3  | 15 | 19 | −4  | 613 | 587 | +26  | 1   |               |  |     |     | —   | 4–1 |
| 4     | Laos              | 3   | 0 | 3 | 1  | 14 | −13 | 2  | 29 | −27 | 303 | 647 | −344 | 0   |               |  |     |     | —   |     |

### Gruppe D
| Platz | Team       | Pld | W | L | MF | MA | MD  | GF | GA | GD  | PF  | PA  | PD   | Pts | Qualifikation |  | THA | HKG | SIN | KAZ |
| ----- | ---------- | --- | - | - | -- | -- | --- | -- | -- | --- | --- | --- | ---- | --- | ------------- |  | --- | --- | --- | --- |
| 1     | Thailand   | 3   | 3 | 0 | 14 | 1  | +13 | 28 | 3  | +25 | 637 | 379 | +258 | 3   | Q             |  | —   | 5–0 | 4–1 | 5–0 |
| 2     | Hongkong   | 3   | 2 | 1 | 9  | 6  | +3  | 19 | 14 | +5  | 623 | 509 | +114 | 2   | Q             |  |     | —   | 4–1 | 5–0 |
| 3     | Singapur   | 3   | 1 | 2 | 7  | 8  | −1  | 16 | 17 | −1  | 557 | 578 | −21  | 1   |               |  |     |     | —   | 5–0 |
| 4     | Kasachstan | 3   | 0 | 3 | 0  | 15 | −15 | 1  | 30 | −29 | 294 | 645 | −351 | 0   |               |  |     |     | —   |     |